# Operationen Manna und Chowhound

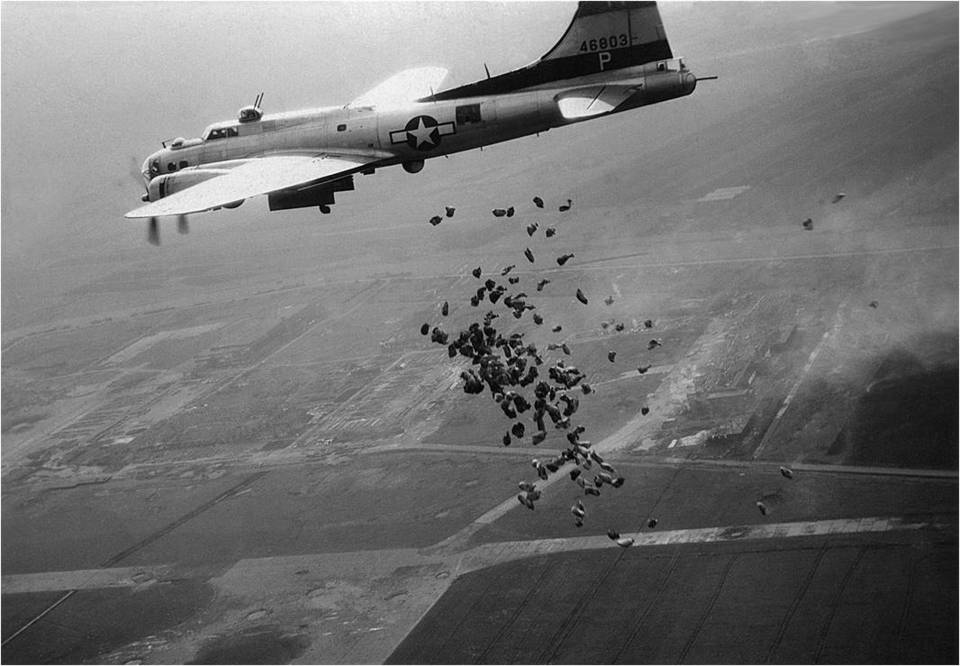
Amerikanische B17 wirft Lebensmittel über dem verwüsteten Flugplatz Schiphol ab, Mai 1945

Die Operationen Manna und Chowhound waren humanitäre militärische Operationen der alliierten Luftwaffen unter Duldung der deutschen Besatzungsmacht zur Rettung der hungernden niederländischen Bevölkerung am Ende des Zweiten Weltkrieges. Im Rahmen der Operation Manna (benannt nach dem biblischen Manna, das vom Himmel fiel) warf die Royal Air Force unterstützt von australischen, kanadischen, neuseeländischen und polnischen Kräften vom 29. April bis 7. Mai 1945 Lebensmittel aus schweren Bombern über den Teilen der Niederlande ab, die unter dem sogenannten Hongerwinter litten. Die United States Army Air Forces flog vom 1. Mai bis zum 8. Mai 1945 ähnliche Einsätze im Rahmen der Operation Chowhound (engl. für Fresssack).
Da die Versorgungsflüge allein nicht ausreichen würden, wurde zwischen den Alliierten und der deutschen Seite zusätzlich die Lebensmittelversorgung mit Lastwagen im Raum Rhenen (Operation Faust) und auf dem Wasserweg nach Rotterdam vereinbart.

## Hintergrund – Hungerwinter

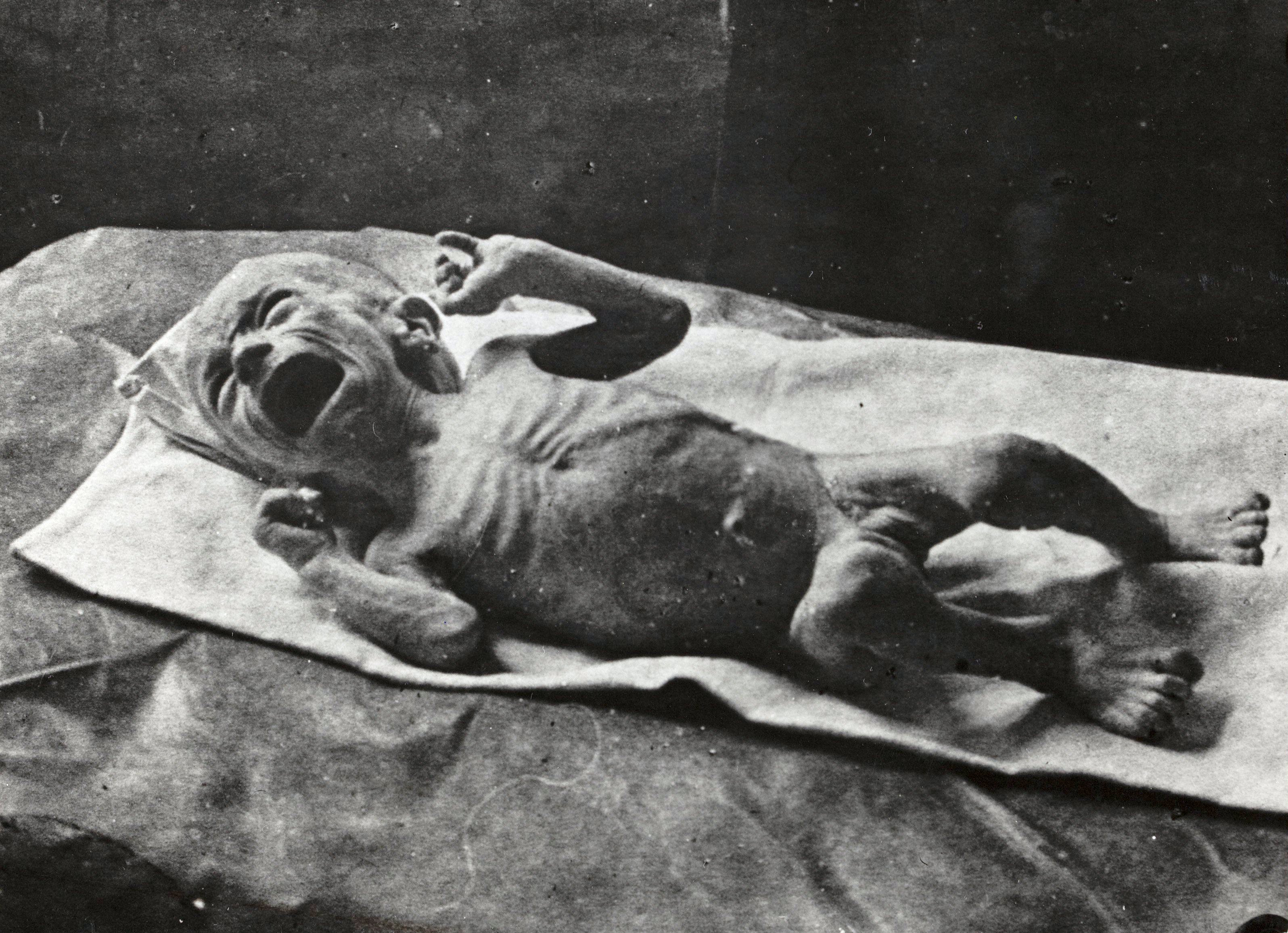
Hungerndes Baby, vier Monate alt, Breda, 1. Januar 1945

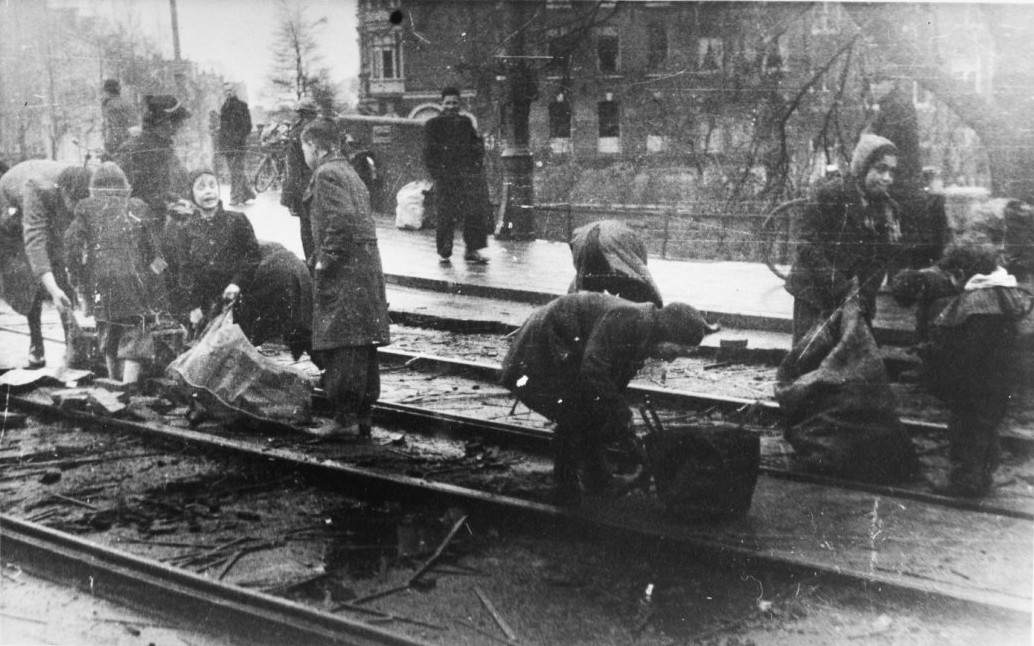
Hongerwinter: Menschen stehlen Straßenbahnschwellen, 1944/45

Im September 1944 versuchten die Alliierten im Rahmen der Operation Market Garden einen schnellen Vorstoß zum Rhein, der scheiterte. Auf Anordnung von Prinz Bernhard und der niederländischen Exilregierung in London begannen die niederländischen Eisenbahner einen Streik und tauchten in den Untergrund ab, um den deutschen Nachschub lahmzulegen. Daraufhin erließ der deutsche Reichskommissar für die Niederlande, Seyß-Inquart, einen Transportstopp für Lebensmittel. Als der früh einsetzende und besonders kalte Winter auch noch die Schifffahrt zum Erliegen brachte, litt darunter ganz besonders die überwiegend städtische Bevölkerung Westhollands, die auf Lebensmittel- und Brennstoffzufuhren angewiesen war und von deutschen Truppen bis zur Kapitulation Deutschlands besetzt blieb. Strom, Gas und Telefonverbindungen waren größtenteils unterbrochen, Deiche durch den niederländischen Widerstand, die deutschen Besatzer oder Bombentreffer teilweise zerstört. Es kam zum sog. Hongerwinter, der letzten westeuropäischen Hungerkatastrophe, dem mehr als 20.000 Menschen durch Unterernährung und Kälte zum Opfer fielen. Geführt von Schweden und der Schweiz organisierten die neutralen Staaten zwar einige Hilfslieferungen durch das Rote Kreuz, die aber nicht ausreichten, die Katastrophe aufzuhalten.

## Verhandlungen über einen lokalen Waffenstillstand
Als die Versorgungslage Anfang 1945 für die etwa drei Millionen Niederländer immer verzweifelter wurde, versuchten die niederländische Exilregierung und Prinz Bernhard zunächst erfolglos die Alliierten zu Hilfsmaßnahmen zu bewegen. Schließlich bat Bernhard den alliierten Oberkommandierenden General Dwight D. Eisenhower am 15. April 1945 um Hilfe, der diese zunächst nicht leisten konnte, da humanitäre Hilfslieferungen einen lokalen Waffenstillstand erfordern würden, zu dem er nicht autorisiert war. Er beauftragte aber bereits am 17. April 1945 Air Commodore Andrew Geddes mit der Planung von Versorgungsflügen und der Ausarbeitung eines Abkommensentwurfes für die deutsche Seite (keine Verhandlungen, nur Anweisungen). Bereits zuvor hatte Seyß-Inquart signalisiert, dass er unter bestimmten Bedingungen einem Waffenstillstand zustimmen könnte, aber auch gedroht, die Festung Holland auf Befehl Hitlers rücksichtslos zu verwüsten, falls die Alliierten weiter in den Niederlanden vorrücken würden. Ein Großteil der Organisation der Treffen und die Kommunikation zwischen den Kriegsparteien wurde durch den Untergebenen von Seyß-Inquart, Ernst Schwebel, durchgeführt. Nachdem die niederländische Exilregierung die Zustimmung des britischen Premierministers Winston Churchill und des US-Präsidenten Franklin D. Roosevelt erreicht hatte, erhielt Eisenhower am 23. April die Erlaubnis, mit der deutschen Seite einen lokalen Waffenstillstand zu vereinbaren. Am 28. April trafen sich die Alliierten mit deutschen Vertretern in Achterveld und kündigten den Beginn der Luftversorgung für den Folgetag an, aber erst am 30. April stimmte Seyß-Inquart gemeinsam mit Ernst Schwebel erschienen beim Treffen mit Walter Bedell Smith, Prinz Bernhard und General Iwan Alexejewitsch Susloparow zu und am 2. Mai wurde der Vertrag mit den technischen Einzelheiten in Wageningen mit folgenden Punkten unterzeichnet:
- Einflugschneisen, Einflugzeiten und zehn Abwurfzonen für die Luftversorgung, wobei die abgeworfenen Güter von deutscher Seite kontrolliert würden, um eine heimliche Versorgung des niederländischen Widerstandes mit Militärgütern zu verhindern.
- Rhenen und Umgebung wurden zur neutralen Zone erklärt und die Übergabemodalitäten für Lkw-Transporte von Lebensmitteln in die besetzte Zone geregelt (Operation Faust begann am 3. Mai).
- Der Wasserweg Nieuwe Waterweg nach Rotterdam sollte von deutscher Seite für Hilfslieferungen von Minen geräumt werden.

## Operation Manna

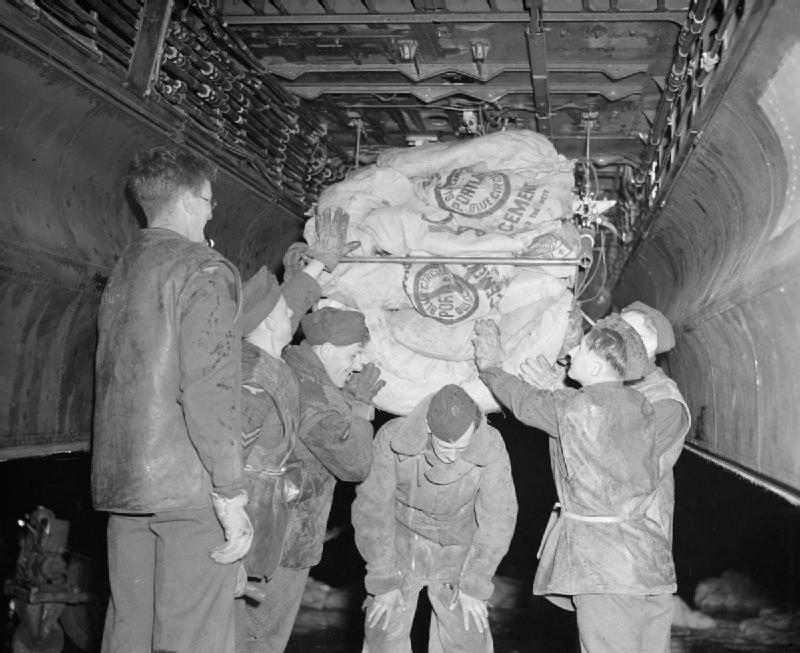
Eine Lancaster wird mit Lebensmitteln in Zementsäcken beladen, 29. April 1945

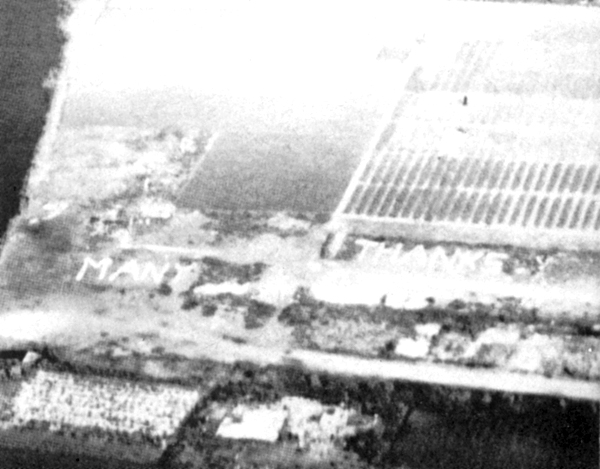
„MANY THANKS“ geschrieben mit Tulpen, Mai 1945

Die Royal Air Force begann die Operation Manna bereits am Morgen des 29. April, obwohl noch kein Waffenstillstand vereinbart war. Von BBC waren die Versorgungsflüge schon am 28. April angekündigt worden, damit die Abwurfplätze von den Niederländern markiert werden konnten und genügend Personal zum Einsammeln und für den Weitertransport bereitstehen würde. Da nicht genügend Fallschirmseide verfügbar war, musste der Abwurf der Güter im Tiefflug ohne Fallschirm erfolgen. Zunächst erfolgte ein testweiser Versorgungsflug durch zwei Lancaster-Bomber, die im Tiefflug über die deutsche Luftabwehr flogen, ihre Versorgungsgüter abwarfen und ohne Zwischenfall auf ihren Flugplatz zurückkehrten. Die RAF flog dann insgesamt Einsätze mit 3.156 Lancaster-Flügen und 145 Mosquito-Flügen, bei denen 6.684 Tonnen Versorgungsgüter abgeworfen wurden.

## Operation Chowhound
Die amerikanische Operation Chowhound (dt. Futtersack) begann wegen schlechter Sicht erst am 1. Mai, dabei wurden von 10 Bombergruppen der 3rd Air Division der Eighth Air Force bei 2.268 Flügen etwa 4.000 Tonnen Lebensmittel abgeworfen.

## Abwurfzonen
- Flugplatz Bergen bei Alkmaar, USAAF[6]
- Vogelenzang bei Haarlem, USAAF
- Flugplatz Schiphol, USAAF
- Hilversum Westerheide, USAAF
- Lage Weide, Utrecht, USAAF
- Flugplatz Falkenburg bei Leiden, RAF
- Rennbahn Duindigt und Flugplatz Ypenburg, Den Haag, RAF
- westlich von Gouda, RAF
- Terbregge und Militärflugplatz Waalhaven, Rotterdam, RAF

## Verluste
Drei Boeing B-17 stürzten ab, davon zwei durch eine Kollision, woraufhin auf den im Tiefflug gefährlichen Formationsflug verzichtet wurde. Eine Maschine ging durch Motorbrand verloren. An mehreren zurückkehrenden Flugzeugen wurden Einschusslöcher von Infanteriewaffen entdeckt.